# Marcel Răducanu
Marcel Răducanu (Boekarest 21 oktober 1954) is een Roemeens voormalig betaald voetballer. Tijdens zijn profcarrière speelde hij voor Steaua Boekarest, Borussia Dortmund en FC Zürich.

## Erelijst
Steaua Boekarest
- Kampioen van Roemenië: 1976, 1978
- Roemeense beker: 1976, 1979

 Roemenië
- Balkan Cup voor landen: 1980

### Individueel
- Roemeens voetballer van het jaar: 1980